# Maurice Girod de l'Ain
Maurice Girod de l'Ain, né le 29 novembre 1854 à Paris où il est mort le 19 janvier 1952, est un militaire et historien français.

## Biographie
Issu de la famille Girod de l'Ain, fils d'Édouard Girod de l'Ain, maître des requêtes au Conseil d'État et député de l'Ain de 1865 à 1870, et d'Emma Anthoine de Saint-Joseph, il fait ses études au lycée Condorcet à Paris, puis entre à l'École polytechnique dont il sort diplômé en 1873, dans la même promotion entre autres que Clément Colson, Émile Fayolle, le mathématicien Henri Poincaré et le chimiste Paul Vieille.
Il sert dans plusieurs régiments d'artillerie de 1875 à 1904, est admis à la retraite comme chef d'escadron d'artillerie, chevalier en 1899 puis officier en 1917 de la Légion d'honneur ; il est administrateur de la Compagnie des chemins de fer de l'Est, de la Société pyrénéenne d'énergie électrique, de l'Office central des Œuvres de bienfaisance, de la Norvégienne de l’azote,. 
Il épouse Jeanne Fournier-Sarlovèze, philanthrope, fondatrice en 1915 de l'Œuvre de secours aux églises dévastées et de l’aide aux prêtres, ainsi que de l'Association des amis du livre français.
Maurice Girod de l'Ain est l'auteur d'articles dans la Revue d’artillerie et d'ouvrages historiques consacrés à des militaires français du Premier Empire ; deux de ses livres ont reçu un prix de l'Académie française.

## Publications
- Le Général Drouot (1774-1847), Paris, Berger-Levrault, 1890, 126 p. (tiré à part de la Revue d'artillerie)
- Les Deux généraux de Senarmont, Paris, Berger-Levrault, 1891, 107 p. (tiré à part de la Revue d'artillerie)
- Le Général Eblé (1758-1812), Paris et Nancy, Berger-Levrault, 1893, 222 p.
- Grands artilleurs. Drouot, Sénarmont, Eblé, Paris, Berger-Levrault, 1895, 465 p. ; prix Montyon de l'Académie française, 1895
- Vie militaire du général Foy, Paris, Plon, Nourrit et Cie, 1900, 431 p. ; prix Marcelin Guérin de l'Académie française, 1900
- Grands artilleurs. Le maréchal Valée (1773-1846), Paris, Berger-Levrault, 1911, 495 p. ; prix Montyon de l'Académie française, 1912

## Distinctions
- Officier de la Légion d'honneur